# Chapelle des Ursulines de Bormla
La chapelle des Ursulines est une chapelle catholique construite en 1952 et située dans la ville de Bormla, à Malte.